# Villa Armira
Villa Armira è una villa romana situata a Ivajlovgrad, nel distretto di Haskovo, in Bulgaria meridionale, presso il confine con la Grecia.
La villa prende il nome dal vicino fiume Armira, che scorre lungo le pendici orientali dei monti Rodopi. I suoi resti furono scavati nel 1964, riportando alla luce alcune strutture destinate alla produzione agricola e altre di tipo residenziale, estese su un'area di quasi due chilometri.

## Storia
Il complesso fu edificato da un membro dell'aristocrazia trace nella seconda metà del I secolo, e in età adrianea fu arricchito con alcune decorazioni marmoree. Durante il regno di Antonino Pio venne ampliato con diversi ambienti di rappresentanza, ossia un triclinio sul lato orientale. La villa continuò ad essere utilizzata fino al terzo quarto del IV secolo, e fu probabilmente distrutta in seguito alle devastazioni dell'esercito goto dopo la vittoria sull'imperatore Valente nella battaglia di Adrianopoli. Si è anche ipotizzato che potesse trattarsi proprio della villa nella quale, secondo le fonti, l'imperatore ferito si sarebbe rifugiato dopo la battaglia, e che in seguito venne incendiata dai Goti.

## Villa
Il settore residenziale si articola intorno ad un vasto peristilio porticato su tre lati con vasca centrale, sul quale si aprono su due piani gli ambienti, alcuni dotati di ipocausto e con mosaici e pitture parietali; il mosaico della camera da letto principale reca una raffigurazione del proprietario con i due figli. Elementi della decorazione della villa sono conservati presso il Museo Archeologico  di Sofia (Arheologiceski Muzej): il marmo bianco utilizzato venne cavato nelle vicinanze del sito e furono chiamati per la realizzazione artigiani provenienti da Afrodisia.